# Mari Possa
Mari Possa (née le 21 janvier 1980 à San Miguel (Salvador)) est une actrice de films pornographiques et une personnalité de la télé-réalité américaine.

## Biographie
Sa famille émigre du Salvador pour les États-Unis quand elle avait neuf ans.
Elle apparait sous son vrai nom Mirna Granados dans l'émission "Playboy Sexy Girls Next Door".
Elle joue essentiellement dans les films de Seymore Butts, qui va la rendre populaire dans l'émission "Family Business" sur la chaine Showtime. Sa relation amoureuse avec Seymore sera filmée sur plusieurs épisodes.

## Nominations
- 2009 : AVN Award – Best Threeway Sex Scene – Jenna 9.5
- 2007 : AVN Award – Best Group Sex Scene, Video – Butt Pirates of the Caribbean
- 2006 : AVN Award – Best All-Girl Sex Scene, Video – War of the Girls
- 2006 : AVN Award – Best Threeway Sex Scene – House of Ass
- 2006 : AVN Award, Best Threeway Sex Scene (Cum Fart Cocktails 2, nominated with Barbara Summer, Mari Possa and Herschel Savage)
- 2005 : AVN Award – Best Group Sex Scene, Video – Anal Surprise Party

## Filmographie sélective
- 2003 : Tongue in Cheeks
- 2004 : Pussy Party 1
- 2005 : War Of The Girls
- 2006 : Faith's Fantasies
- 2007 : Pussy Party 22
- 2008 : How to Eat Pussy Like a Champ
- 2009 : View to a Rear
- 2011 : Latina Solitas
- 2012 : Girlfriends 5
- 2013 : Kittens and Cougars 6
- 2013 : Yoga Girls (de)
- 2015 : Tushy Anyone 2
- 2016 : Hardcore Threesomes (compilation)
- 2017 : Put Your Junk In My Trunk (compilation)